# برسية أمريكية
برسية أمريكية (الاسم العلمي:Gnaphalium americanum) هي نوع من النباتات تتبع جنس البرسية من الفصيلة النجمية.